# George S. White
George Stuart White (1835–1912), militar británico de larga trayectoria en conflictos en África y Asia. Se distinguió en la campaña de Afganistán (1878-1880), en la expedición del Nilo y en Birmania. En 1893 fue nombrado comandante en jefe del ejército británico en India y la Reina Victoria le nombró caballero en 1896. Sin embargo, fue durante la guerra anglo-bóer de 1899-1902 cuando su nombre logró fama mundial, cuando durante 189 días estuvo a cargo de la defensa de la ciudad de Ladysmith, sitiada por las tropas bóer desde el inicio de la guerra. Fue nombrado Gobernador de Gibraltar (1900-1904).
- Datos: Q1359312
- Multimedia: George Stuart White / Q1359312